# Dobra, Golubac
Dobra (izvirno srbsko Добра) je naselje v Srbiji, ki upravno spada pod Občino Golubac; slednja pa je del Braničevskega upravnega okraja.

## Demografija
V naselju, katerega izvirno (srbsko-cirilično) ime je Добра, živi 555 polnoletnih prebivalcev, pri čemer je njihova povprečna starost 44,2 let (41,9 pri moških in 46,3 pri ženskah). Naselje ima 264 gospodinjstev, pri čemer je povprečno število članov na gospodinjstvo 2,57.
To naselje je, glede na rezultate popisa iz leta 2002, večinoma srbsko, a v času zadnjih treh popisov je opazno zmanjšanje števila prebivalcev.
|  |

| Demografija | Demografija     | Demografija     |
| Leto        | Št. prebivalcev | Št. prebivalcev |
| ----------- | --------------- | --------------- |
|             |                 |                 |
|             |                 |                 |
|             |                 |                 |
|             |                 |                 |
| 1948        | 1495            |                 |
| 1953        | 1539            |                 |
| 1961        | 1603            |                 |
| 1971        | 1139            |                 |
| 1981        | 918             |                 |
| 1991        | 755             | 745             |
| 2002        | 740             | 678             |
|             |                 |                 |

| Etnična sestava po popisu iz leta 2002 | Etnična sestava po popisu iz leta 2002 | Etnična sestava po popisu iz leta 2002 | Etnična sestava po popisu iz leta 2002 | Etnična sestava po popisu iz leta 2002 |
| -------------------------------------- | -------------------------------------- | -------------------------------------- | -------------------------------------- | -------------------------------------- |
| Srbi                                   | Srbi                                   |                                        | 665                                    | 98,08%                                 |
| Romuni                                 | Romuni                                 |                                        | 2                                      | 0,29%                                  |
| Madžari                                | Madžari                                |                                        | 1                                      | 0,14%                                  |
| Neznano                                | Neznano                                |                                        | 2                                      | 0,29%                                  |